# Åstaolyckan
Åstaolyckan är en järnvägsolycka som ägde rum tisdagen den 4 januari 2000 vid Åsta i Norge. Ett sydgående tåg från Trondheim frontalkrockade med ett norrgående lokaltåg från Hamar på Rørosbanen. Under kollisionen och den påföljande branden omkom 19 personer, inklusive två förare och en konduktör. Resterande 67 personer ombord på tågen överlevde. En offentlig utredning kunde inte fastslå en direkt orsak till olyckan, utan menade att såväl mänskligt fel som signalfel kunde ligga bakom. Jernbaneverket menade att en förare hade kört mot stoppsignal och polisen konstaterade att föraren förmodligen hade fått körbesked i signalen. ATC, som automatiskt stoppar tåg från att köra mot rött, var inte installerat − trots planer sedan länge. ATC har senare installerats på denna del av Rørosbanen. Även utbygget av GSM-R-nätet påskyndades efter olyckan.

## Bakgrund

### Norsk järnväg under 1990-talet
Det Norske Veritas anlitades 1989 för att granska säkerheten hos norsk järnväg och överlämnade sin rapport året därpå. Rapporten rekommenderade bland annat utrustning av alla fjärrstyrda sträckor med Automatic Train Control (ATC) före 1995 och utbyggnad av tågradionätet. I ett brev daterat 11 mars 1991 till Samferdselsdepartementet uttryckte NSB sitt medhåll att alla fjärrstyrda sträckor borde förses med ATC före 1995. NSB skrev till Samferdselsdepartementet i augusti 1992 och menade då att Rørosbanen skulle utrustas med ATC senast 1995. En statlig tillsynsmyndighet, Statens jernbanetilsyn, upprättades 1 oktober 1996. Bygget av Gardermobanen medförde att vissa projekt sköts upp på tiden, bland dem utbyggnad av ATC utmed Rørosbanen.

### En ny avgångsprocedur
På 1990-talet önskade NSB en ny avgångsprocedur. Detta skulle ge samma regler för gods- och persontrafik och förtydliga ansvarsfördelning mellan tågförare och konduktör. En tydlig ansvarsfördelning ansågs öka säkerheten. NSB, och senare även Jernbaneverket, ville även bringa regelverket i överensstämmelse med de regelverk som fanns i andra nordiska länder. Detta skulle då underlätta gränsöverskridande trafik. Dåvarande avgångsprocedur krävde att såväl lokförare som konduktör skulle kontrollera signalen före ett persontågs avgång från en station.

### Olycksplatsen
Åsta är beläget utmed Rørosbanen, en 384 kilometer lång järnvägssträcka mellan Hamar och Støren i Norge. Sträckan utgör i sin tur en del av järnvägen mellan Hamar och Trondheim. Rørosbanen invigdes etappvis mellan 1862 och 1877. Vid tiden för olyckan var banan enkelspårig med mötesstationer på som mest 40 kilometers avstånd. Linjeblockering på sträckan Hamar–Røros, med fjärrstyrning från Hamar, hade tagits i bruk december 1994. Jernbaneverket hade i april 1997 antagit en plan för utbyggnad av ATC på sträckan. Planenligt skulle ATC-arbetet vara färdigt 1999, men utrustningen levererades först 29 december samma år. Det gick dock inte att montera utrustningen på grund av tjäle.
På stationerna fanns ställverk typ NSB-87. Ställverk typ NSB-87 användes, med undantag för några platser utmed Nordlandsbanen, uteslutandevis på Rørosbanen mellan Hamar och Røros. Banan var inte elektrifierad och trafikerades med dieseltåg. Vid tiden för olyckan fanns det i Norge ett tågradiosystem som täckte vissa sträckor. Då Rørosbanen inte hade täckning av tågradionätet måste alla säkerhetsmässig kommunikation mellan tåg och trafikledningscentral ske med hjälp av telefoner som fanns utmed signalerna. Fjärrtågklarerare på Hamar och tågpersonal som arbetade utmed Rørosbanen hade kommit överens om att använda mobiltelefoner som ett slags tilläggskommunikationssätt. Dessa kommunikationer ingick inte i säkerhetssystemet.

## Händelseförlopp

### Sydgående tåget (2302)

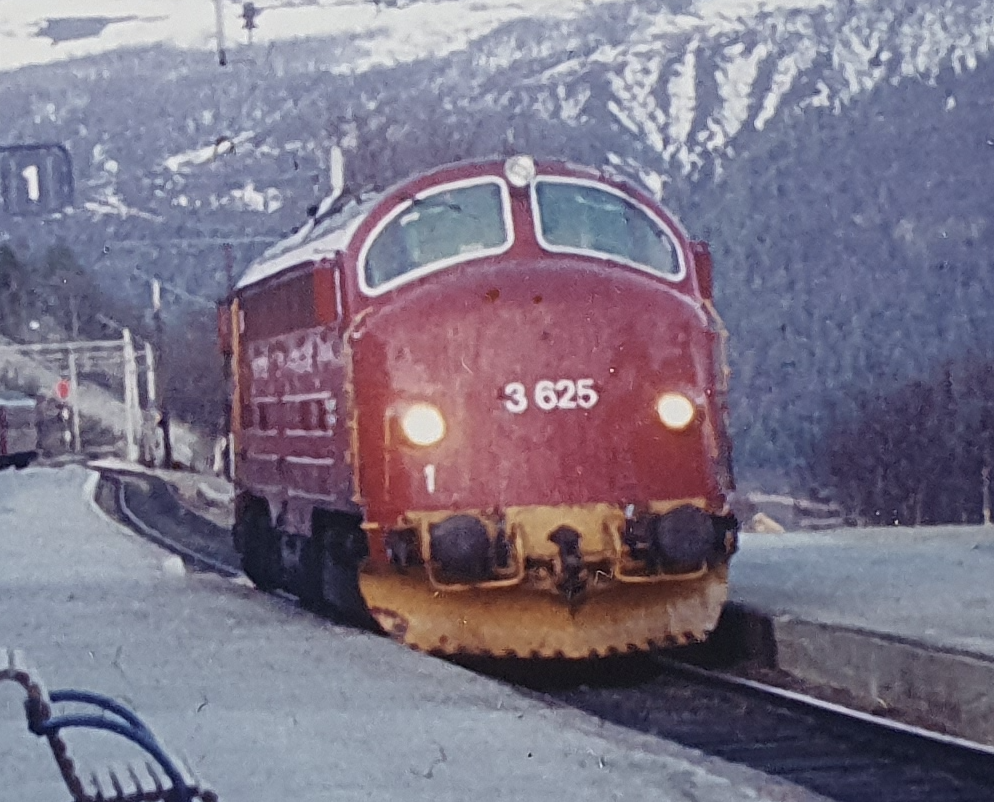
Lok Di3 625, i bilden sett 13 maj 1998 i Dombås, drog tåg 2302.

Sydgående tåg 2302 hade tidstabellenligt avgång från Trondheim klockan 07.45 och skulle ankomma Hamar klockan 13.50. Dagen före olyckan var det tänkt att diesellok Di3 641 skulle dra tåget, men detta ändrades till Di3 625. Denna ändring meddelades inte till trafikledningscentralen i Hamar. Tåget bestod utöver lok Di3 625 av tre personvagnar. Avgång från Trondheim försenades i några minuter då konduktören såg att det kom anslutande passagerare från Nordlandsbanen. Efter flera tågmöten på vägen syd avgick tåg 2302 Støren 14 minuter sent. I Røros byttes förare och efter pålastning av gods avgick tåget cirka 21 minuter sent. Den nye lokföraren hade varit anställd av NSB sedan 1980 och hade haft tillstånd att köra lok sedan 1985. Varken den förste eller den andre lokföraren ringde in sitt mobiltelefonnummer till trafikledningscentralen, trots att detta var erfordrat enligt ett dokument utfärdat 12 juni 1998.
Kort efter avgång från Røros, då tåget befann sig i Hamars trafikledningsområde, ringde tågets konduktör trafikledningscentralen för att ange sitt mobiltelefonnummer. På väg från Røros till Rena körde tåget in några minuter och ankom Rena klockan 13.05, sju minuter sent. Antalet påstigande i Rena gjorde att tåget försenades ytterligare en minut och passerade utfartssignalen klockan 13.07.15. Enligt signalloggen fick tåg 2302 grönt lys, besked "kör", i utfartssignalen. Även stinsen intygade att utfartssignalen visade kör och menade att han hade kontrollerat ställverket vid tågets ankomst.

### Norrgående tåget (2369)

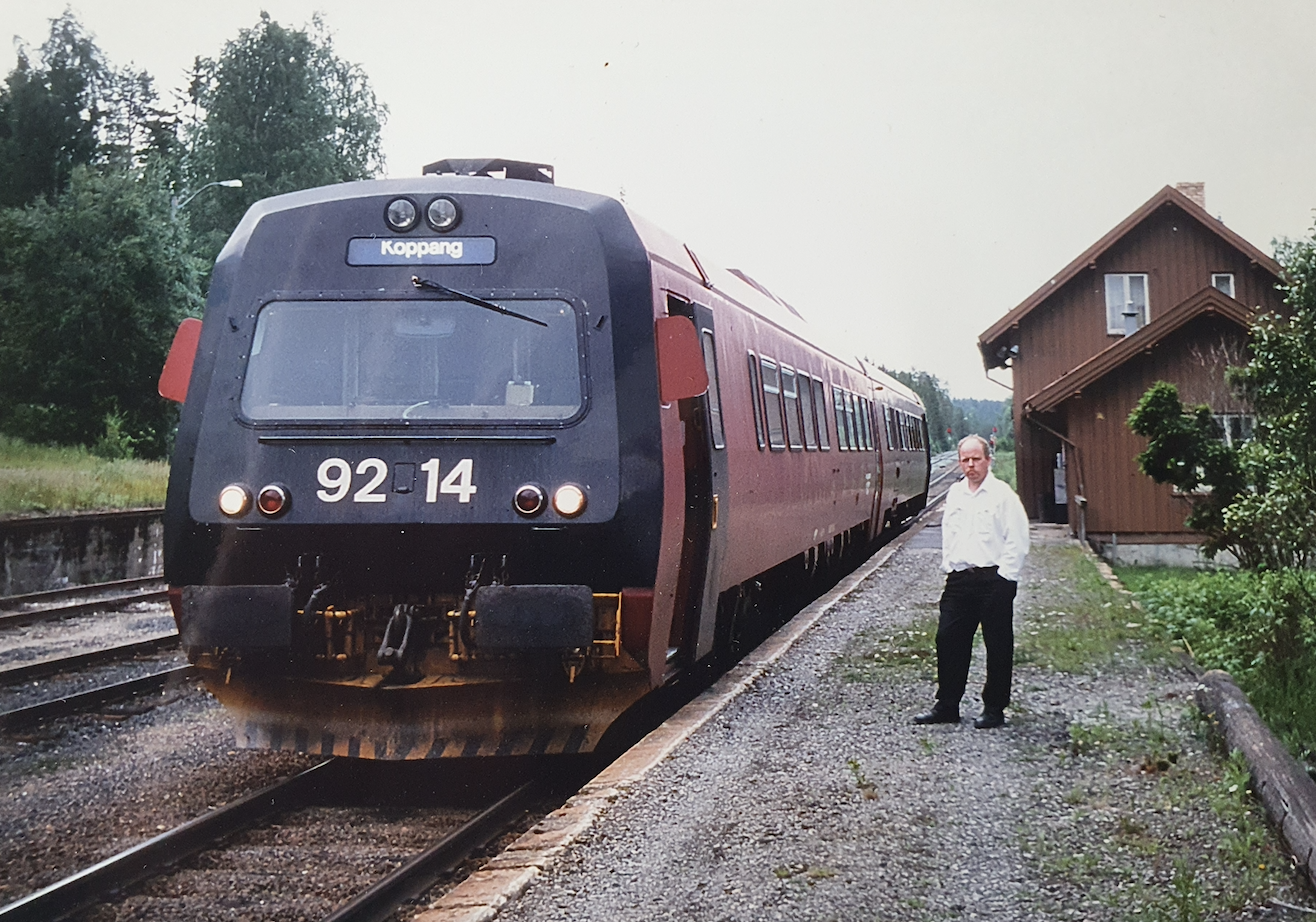
Dieselmotorvagn 92-14, i bilden sedd på Opphus station något år före olyckan, gick först i det norrgående tåget.

Norrgående tåg 2369 hade tidstabellenligt avgång från Hamar klockan 12.30 och ankomst till Rena klockan 13.21. Tåget utgjordes av ett dieselmotorvagnståg typ BM92 bestående av en motorvagn och en manövervagn, med motorvagnen ledande. Föraren hade varit järnvägsanställd sedan 1962 och lokförare sedan 1977. Han beskrevs av folk som kände honom som duktig och säkerhetsmedveten. Föraren ringde till trafikledningscentralen klockan 12.09 varpå hans mobiltelefonnummer antecknades. Tågets konduktör hade varit anställd hos NSB sedan 1986. Avgång från Hamar skedde i tid och färden mot Rudstad avlöpte utan anmärkning. Tåg 2369 ankom Rudstad cirka klockan 13.06.50 och skulle enligt tidtabellen avgå klockan 13.10 efter tågmöte med tåg 2302.
Efter ett uppehåll på cirka 15–20 sekunder, under vilken tid en person steg ombord, avgick tåg 2369 Rudstad klockan 13.07. Detta ar tre minuter tidigare än tidtabellen. På väg ut från Rudstad passerade tåget växel 2, som leder sydgående tåg in på huvudspår respektive mötesspår. Efter att passerat växeln visades en varning på övervakningsskärmen i trafikledningscentralen att växel 2 var ur kontroll. Såväl norska Jernbaneverket som svenska Banverket konstaterade efter olyckan att växel 2 hade körts upp. Efter att ha passerat utfartssignalen accelererade tåg 2369 till 97 km/h. Efter dess sänktes hastigheten till 81 km/h för att därefter hålla en hastighet på mellan 81 och 90 km/h.

### Trafikledningscentralen och kollisionen
På trafikledningscentralen i Hamar jobbade två fjärrtågklarerare, varav en med ansvar för bansträckorna Hamar–Røros och Hamar–Eidsvoll. På olycksdagen hade fjärrtågklareraren antecknat tågpersonalens telefonnummer på grafiska tidtabellen, utan att föra upp dem på en för ändamålet upprättad lista. Den för olyckan aktuelle fjärrtågklarerare hade varit järnvägsanställd sedan 1965 med fjärrtågklarerarkompetens sedan 1998. På dagen för olyckan började han sitt arbetspass klockan 10 och övertog ansvar för trafikledning på den aktuella sträckan klockan 12.45–12.55. I samband med detta diskuterade de två fjärrtågklarerarna om tågmötet mellan olyckstågen skulle flyttas till Rena, men var överens om att så inte skulle ske. Klockan 13.08.22, 24 sekunder efter tåg 2369 hade passerat utfartssignalen vid Rena, visades ett felmeddelande på fjärrtågklarerarens skärm. Meddelandet hade 16 millimeter höga röda bokstäver och varslade om att växel V2 vid Rena var ur kontroll. Någon gång mellan klockan 13.11 och 13.12 blev tågklararen uppmärksam på felmeddelandet och insåg kort därefter att tågen var på kollisionskurs.
Fjärrtågklareraren menade efter olyckan att hans första tanke var försöka ta kontakt med det sydgående tågets förare. Då tågklararen inte hittade lokförarens telefonnummer i den särskilda listan försökte han att ringa det lok han trodde drog tåget, 641, dock utan att få svar. Enligt loggen skedde detta klockan 13.12.50. Femton sekunder tidigare, klockan 13.12.35, hade tågen frontalkrockat. När kollisionen inträffade höll tåg 2302 en hastighet på cirka 80 km/h medan tåg 2369 körde i cirka 90 km/h. Krocken skedde i en svag kurva där siktavståndet var begränsat av ett skogsparti. Det beräknades att förarna fick sikt på motgående tåg cirka fyra sekunder före sammanstötningen. Det finns inga tecken på att det norrgående tåget bromsade före olyckan. Vid kollisionspunkten befann sig 73 passagerare ombord det sydgående tåget och 9 passagerare ombord det norrgående tåget. Utöver detta hade varje tåg en bemanning på två.
I samband med krocken slets samtliga dieseltankar upp och fick kraftiga deformeringar. Sannolikt medförde detta att diesel spreds i luften och bildade ett slags dieselånga som sedan antändes. Enligt flera vittnesmål uppstod antingen under kollisionen eller omedelbart därefter en väldigt intensiv brand runt dieselloket och dieselmotorvagnen. Det är oklart om antändningskällan var värme eller gnistbildning. Efter ett tag övergick branden till vad utredarna konstaterade var en mer normal brand för att sedan öka i intensitet när brännbara vätskor och material antändes.
När fjärrtågklareraren inte fick svar i telefonen försökte han att ringa loken 642 och 643 som han visste ofta trafikerade Rørosbanen. Lok 642 trafikerade en annan bana och lok 643 fick han inte kontakt med. Samtidigt hade en annan fjärrtågklarerare på trafikledningscentralen tagit kontakt med personal i Trondheim och fått veta att lok 625 drog tåg 2302 och även fått mobiltelefonnumret till detta lok. Trafikledningscentralen ringde klockan 13.17.42 till lok 625, men hade klockan 13.18.46 när ett nödsamtal inkom inte fått svar. Nödsamtalet kom från tåg 2302:s konduktörs mobiltelefon som användes av en passagerare på tåget. Kort efter detta övertog konduktören samtalet och berättade cirka 13.20 att det var många skadade och att "det brinner något jävligt". Trafikledningscentralen ringde ett nödsamtal till polisen klockan 13.23 och fick då veta att polisen hade redan larmats om olyckan.

## Räddningsinsats
Kort efter klockan 13.14 ringde en person som bodde i närheten till polisen och detta blev det första nödsamtalet. Vederbörande kunde se vad som hade skett men menade att det var en kraftig smäll följde av rökutveckling. Polisen larmade i sin tur brandkåren, sjukhuset i Hedmark och Åmots kommuns länsmanskontor. Först på plats var länsmannen med två biträden, som ankom cirka klockan 13.25. Alla överlevande som inte var fastklämde i vraket hade vid det här laget redan tagit sig ifrån tågen. Två minuter senare utlöstes katastroflarm på sjukhuset i Hedmark och flera andra sjukhus underrättades om olyckan.
Den sista omkomna togs bort från vraket 8 januari. Det var först då att man kunde konstateras att 19 personer hade mist livet. Utifrån obduktionsrapporter konstaterades att minst fyra personer omkom till följd av branden, varav två på grund av brännskador och två på grund av kolmonoxidförgiftning. För flera var det dock osäkert om de hade omkommit i branden eller omedelbart vid kollisionen.

## Utredningar och orsaker

### Den offentliga utredningen
Dagen efter olyckan utfärdades en kunglig resolution som syftade till att upprätta en särskild haverikommission. Kommissionens medlemmar skulle vara oavhängiga av såväl Jernbaneverket som NSB. Kommissionsmedlemmarna utnämndes 7 januari där kommissionen också fick mandat att undersöka olyckan. I mandatet ingick att kommissionen skulle "företaga de undersökningar den finner nödvändiga för att klarlägga de faktiska omständigheter kring olyckan och dess orsaker." Vidare skulle kommissionen föreslå åtgärder som den ansåg kunde hindra olyckor av liknande art framöver. Kommissionen hade dock inte mandat att tilldela skuld eller att kartlägga handlingar som kunde medföra straffansvar. Efter en järnvägsolycka i Lillestrøm i april samma år utökades kommissionens mandat till att omfatta utredning av även denna olycka.
Kommissionen menade, efter att granskat flera möjligheter, att det fanns endast två möjliga direkta orsaker till olyckan. Dessa var att föraren av tåg 2369 hade begått mänskligt fel eller att det hade uppstått signalfel. Andra möjligheter, vilka gick ut på att det hade uppstått tågfel, att föraren hade medvetet kört mot rött och sabotagehandling, avfärdades efter utredning. Utifrån signalanläggningens dokumentation konstaterades det att sannolikheten för ett signalfel som kunde förklara händelseförloppet för låg. Det gick dock inte att utesluta att ett fel hade uppstått, detta med anledning av anläggningens utformning och otillräckligt dataloggning. Det menades även att ställverk NSB-87 har en utformning som ger en stor möjlighet för att ett fel kan uppstå.
Det finns flera indicier att på att det norrgående tågets förare, och konduktör, kan ha väntat tågmöte med tåg 2302 i Rena istället för Rudstad. Bland dessa var tågets stopposition och att stationsuppehållet utfördes fort. Varken haverikommissionen eller polisen hittade något som kunde tyda på att föraren eller konduktören hade informerats om ett flyttat tågmöte eller att tåg 2302 var försenat. Kommissionen menade av denna anledning att det enkom var genom signalbilder som föraren och konduktören, som förmodligen åkte tillsammans med föraren, kunde haft anledning att tro att tågmötet inte skulle äga rum i Rudstad. Det gick inte att utesluta att utfartssignalen på Rudstad hade visat kör i 1–5 sekunder och att detta felaktigt hade uppfattats som giltigt körbesked.
Kommissionen kunde inte med säkerhet avgöra olyckans direkta orsak. Det menades att den signalbild som rent tekniskt var mest sannolik, röd, var samtidigt den signalbild som en förare med minst sannolikhet skulle köra mot. Den signalbild som en förare skulle köra mot, grön, var samtidigt minst sannolik rent tekniskt.

### Jernbaneverkets och polisens utredningar
Jernbaneverket släppte 11 januari en rapport där det konstaterades att föraren av det norrgående tåget hade med största sannolikhet kört mot rött. Rapporten blev av många tolkad som att Jernbaneverkets ledning försökte friskriva sig från ansvar och lägga skulden för olyckan på en NSB-tågförare. Såväl Jernbanetilsynet som polisen uttalade sig kritiskt mot rapporten.
Norges polisväsende konstaterade i sin rapport att föraren av det norrgående tåget förmodligen hade fått körbesked i utfartssignalen i Rudstad. Vidare menade polisen att det även var brister i signalanläggningarna och att dessa inte hade åtgärdats av Jernbaneverket. Kritik riktades även mot utbildningen av signaltekniker som arbetade utmed Rørosbanen. Jernbaneverket bestred vissa delar av polisens rapport.

## Efterspel
Trafiken på Rørosbanen drogs in efter olyckan och lokförare som körde sträckan ställde krav om att ersätta fjärrstyrning med manuell tågklarering. Eftersom det fanns få med tågexpeditörkompetens måste flera personer utbildas. Trafik återupptogs 16 februari 2000. ATC blev färdigbyggt på sträckan Hamar–Røros juni 2001 och efter kompletterande arbeten återgick hela sträckan till fjärrstyrning mars 2002. Tiden efter olyckan har senare beskrivits som en "kollektiv depression" för Jernbaneverket.
Efter olyckan var det större anslag till förbättring av kommunikation med tåg och den första delen av GSM-R-nätet togs i bruk 2002. GSM-R togs i bruk på Rørosbanen och flera andra sträckor 1 december 2004. Från och med 1 november 2007 användes GSM-R-nätet i hela Norge. Norge blev därmed ett av de första länderna i världen att använda GSM-R i hela landet. Det har hävdats att utbyggnaden av GSM-R-nätet påskyndades av Åstraolyckan men att det också fanns politisk vilja mot bakgrund om EU-målsättningar.
Två dagar efter olyckans femtonårsdag, 6 januari 2015, inträffade en händelse vid Atna station då två tågpersonal hävdade att en utfartssignal visade kör i cirka tio sekunder medan ett tåg körde i motsatt riktning på enkelspårssträckningen. Atna station är belägen utmed Rørosbanen cirka en timme ifrån Åsta. Vidare hade Atna station samma ställverkstyp, NSB-87, som var aktuell vid Åstaolyckan. Händelsen vid Atna utreddes av Statens havarikommisjon for transport som inte fann stöd för tågpersonalens iakttagelser i ställverksloggen eller de i samband med utredningen utförda prov. Av denna anledning lämnades inga rekommendationer, men det kommenterades även att det är omöjligt att testa alla möjligheter.
Den 25 december 2024 på morgonen inträffade ett haveri i tågkommunikationssystemet GSM-R. I enlighet med regler införda efter Åstaolyckan fick inte trafik gå utan detta system, varvid all tågtrafik ställdes in i hela Norge tills nästa dag.

## Fotnoter
1. ↑  Polisen i sin tekniska undersökningsrapport menade dock att det inte gick att säga om växeln hade körts upp.[25]
2. ↑  Det vill säga att det var en övergångsperiod i tio minuter då de två tågklarerare jobbade bredvid varandra, varefter den nya hade ensamt ansvar.[26]
3. ↑  Tiden för olyckan är framräknad av NORSAR vars seismografer kände av olyckan.[32] Tidsberäkningens noggrannhet är uppskattad till att vara +/- 0,3 sekunder.[32]
4. ↑  Tågen var utrustade med varsin färdskrivare men den som fanns i dieselloket ödelades i olyckan.[34]
5. ↑  Datumet är något osäkert då Ryggvik anger 11 januari men också anger att rapporten släpptes fem dagar efter olyckan.